# Portret księcia Wellingtona

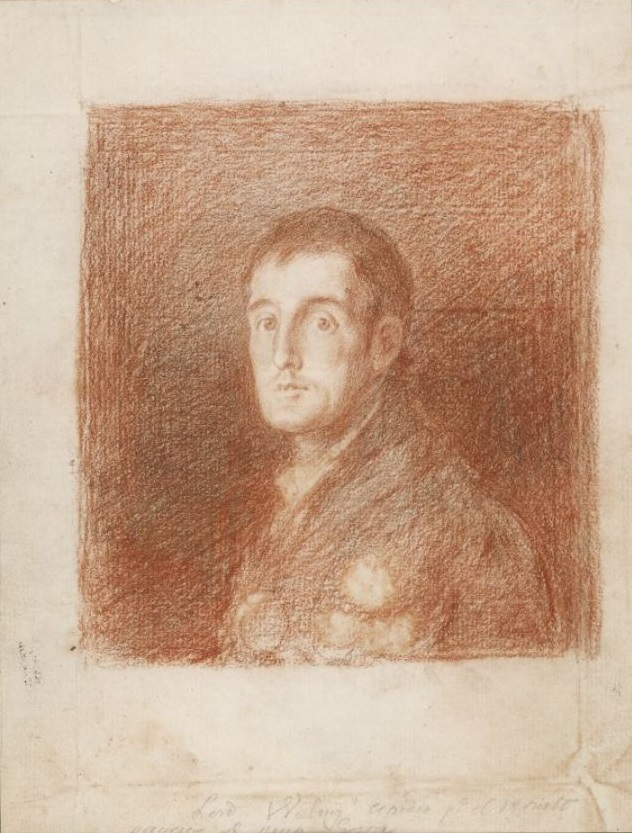
Portret Arthura Wellesleya, 1. księcia Wellingtona, rysunek sangwiną na podkładzie z ołówka, Muzeum Brytyjskie

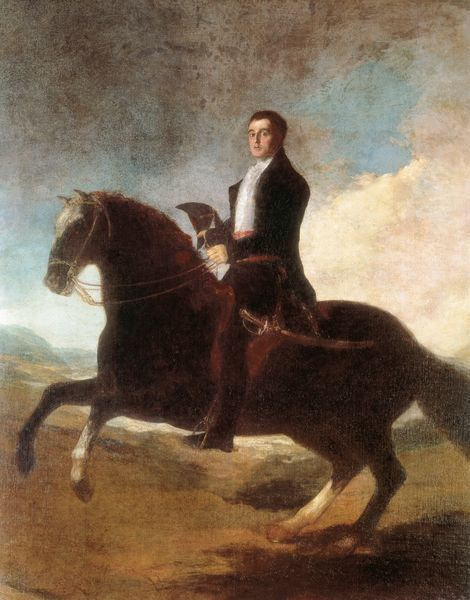
Portret księcia Wellingtona na koniu

Portret księcia Wellingtona – obraz olejny hiszpańskiego malarza Francisca Goi, znajdujący się w zbiorach National Gallery w Londynie. Przedstawia Arthura Wellesleya, 1. księcia Wellingtona w trakcie jego służby w wojnie na Półwyspie Iberyjskim (1808–1814).

## Okoliczności powstania
Portret brytyjskiego dowódcy Arthura Wellesleya, przyszłego księcia Wellingtona, został namalowany w 1812 roku, w czasie jego służby w Wojnie na Półwyspie Iberyjskim. Wellington odniósł liczne militarne sukcesy walcząc przeciwko Francuzom. W uznaniu jego zasług w lutym 1812 roku hiszpański rząd regencyjny w Kadyksie przyznał mu tytuł granda Hiszpanii i księcia Ciudad Rodrigo, miasta, które oblegał i wyzwolił z rąk francuskich. Kolejne zwycięstwo odniósł w bitwie pod Salamanką, otwierając sprzymierzonym wojskom drogę do Madrytu. Triumfalnie wkroczył do hiszpańskiej stolicy 12 sierpnia 1812 roku.
Goya namalował wtedy dwa olejne portrety księcia – małe popiersie na mahoniowej desce i wielkoformatowy portret konny na płótnie, który z inicjatywy malarza wystawiono na widok publiczny w Akademii Sztuk Pięknych św. Ferdynanda. Popiersie powstało prawdopodobnie jako szkic, który malarz namalował z natury, a następnie dokończył w kilku etapach. To tłumaczyłoby nośnik – niewielką deskę Goya mógł łatwo zabrać ze sobą do kwatery generała. Goya rzadko korzystał z tego nośnika, ale właśnie w okresie powojennym użył deski także do namalowania Autoportretu w wieku sześćdziesięciu dziewięciu lat, studium głowy do Portretu księcia San Carlos i portretu swojego wnuka Mariana. Możliwe, że popiersie Wellingtona było dziełem o prywatnym charakterze, namalowany przez Goyę z szacunku i wdzięczności dla zwycięskiego generała. Zachował się także naturalistyczny szkic sangwiną będący jednocześnie studium psychologicznym postaci.

## Opis obrazu
Wellington został przedstawiony w popiersiu zwróconym w lewo. Uwagę przykuwają liczne odznaczenia wiszące na szyi generała i przypięte na piersi. W czasie, kiedy powstawał portret, Wellington był kawalerem trzech zakonów rycerskich: różowa wstęga i najwyższa gwiazda na piersi należą do brytyjskiego Orderu Łaźni, niebieska wstęga i niższa gwiazda po lewej to portugalski Order Wieży i Miecza, niższa gwiazda po prawej to Order Świętego Ferdynanda. Na czerwonej wstążce u szyi jest zawieszona odznaka kawalera Orderu Złotego Runa. Poniżej wisi brytyjski Krzyż Złoty Półwyspu z trzema klamrami na karmazynowej wstążce z niebieskim brzegiem; każda z nich oznacza wygraną bitwę. Pomimo że portret został prawdopodobnie namalowany z natury, Goya zmienił później pozę Wellingtona i wprowadził znaczące zmiany w kompozycji, żeby uwzględnić ordery i odznaczenia, które Wellington otrzymał po namalowaniu pierwotnej wersji. Zmienił też mundur na zbliżony do galowego: dodał czarny element kołnierza ze złotym galonem. Zmian dokonał prawdopodobnie w 1814 roku, kiedy Wellington wrócił do Madrytu w charakterze ambasadora. Według historyczki sztuki Patricii Wright generał nie był zadowolony z obrazu z powodu licznych przeróbek.
Wellington był mężczyzną średniego wzrostu, przysadzistym, o szerokich ramionach i mocnej klatce piersiowej. Ze względu na silną wolę i upartość był nazywany Żelaznym Księciem. Jako generał wyróżniał się opanowaniem, roztropnością, wytrwałością i dyscypliną. Goya namalował go w wyprostowanej pozie, z wysoko uniesioną głową, jakby dowódca chciał wyglądać na wyższego. Prosta kompozycja skupia uwagę widza na twarzy generała. Nie jest to wizerunek triumfatora, Goya odchodzi od konwencji portretu dumnego, zwycięskiego wodza, podkreślając w zamian jego człowieczeństwo. Blada twarz o orlich rysach jest wychudzona i wyczerpana walką, kontrastuje z jaskrawym, szkarłatnym mundurem wojskowym. Spojrzenie niebieskich oczu jest inteligentne i pogodne, usta wyrażają stanowczość.
Widoczne są zdecydowane różnice pomiędzy grubymi pociągnięciami pędzlem z dużą ilością farby, które Goya stosuje na mundurze i orderach oraz dokładnymi, zwartymi, delikatnie modelującymi twarz.

## Kradzież
W sierpniu 1961 roku, zaledwie 19 dni po prezentacji nowo nabytego obrazu w National Gallery w Londynie, dzieło zostało skradzione. Następnie różne czasopisma otrzymały serię listów pisanych wielkimi literami z żądaniami okupu i immunitetu dla sprawcy. Okup w wysokości 140 tys. funtów (cena obrazu z aukcji) miał zostać wpłacony na cele charytatywne. Jeden z listów zawierał etykietę zdjętą z odwrotu obrazu. Poszukiwania dzieła nie przyniosły skutku, dopiero w maju 1965 złodziej dobrowolnie zwrócił portret umieszczając go w przechowalni bagażu na stacji kolejowej Birmingham New Street, a następnie wysyłając pokwitowanie do biura Daily Mirror. Obraz odebrano w dobrym stanie, jednak nigdy nie odnaleziono jego ramy. W lipcu 1965 emerytowany kierowca Kempton Bunton przyznał się do kradzieży i oddał się w ręce londyńskiej policji. Zeznał, że dzień przed kradzieżą zostawił niedomknięte okno w męskiej toalecie w muzeum, przez które następnego ranka wszedł do budynku, a następnie wydostał się z obrazem. Przechowywał go w szafie w mieszkaniu komunalnym w Newcastle. Prawdopodobną motywacją przestępstwa było oburzenie faktem, że rząd wydał 40 tys. funtów na dzieło sztuki (mając wsparcie fundacji wysokości 100 tys. funtów), zamiast wspierać starszych i biednych ludzi, w jego opinii zaniedbywanych w zamożnym społeczeństwie. Chciał użyć obrazu w kampanii za zwolnieniem emerytów z opłat za abonament telewizyjny BBC. Bunton został oczyszczony z większości zarzutów (obrona argumentowała, że jedynie „pożyczył” obraz), ale został skazany na trzy miesiące więzienia za kradzież ramy. W 1969 syn Kemptona Buntona, John, został zatrzymany za drobne wykroczenie i w czasie przesłuchania wyznał policji, że to on dokonał kradzieży według planu ojca. Wprawdzie młody mężczyzna mógł łatwiej dostać się do budynku przez okno niż jego wówczas 57-letni ojciec ważący ok. 115 kg, jednak jego odciski palców nie odpowiadały tym znalezionym w muzeum, a samo zeznanie nie było wystarczające do oskarżenia.

## Kultura
W 1962 roku, kiedy losy skradzionego dzieła pozostawały nieznane, portret Wellingtona pojawił się w pierwszym filmie o przygodach Jamesa Bonda pt. Doktor No. Bond podziwia obraz stojący na sztaludze w podwodnej kryjówce Dr. No, co sugeruje, że czarny charakter był odpowiedzialny za jego kradzież. W 2015 roku BBC Radio 4 wyprodukowało dramat komediowy pt. Kempton and the Duke napisany przez Davida Spicera. W 2016 Alan Hirsch opublikował opartą na wydarzeniach z 1961 roku powieść pt. The Duke of Wellington, Kidnapped!: The Incredible True Story of the Art Heist That Shocked a Nation. Kradzież obrazu jest tematem filmu The Duke z 2020 w reżyserii Rogera Michella.

## Proweniencja
Obraz, który powstał na prywatne zlecenie, należał do księcia Wellingtona. Odziedziczyli go spadkobiercy jego starszego brata Richarda Wellesleya, a nie jego własni. Trafił do Louisy Catherine Caton, szwagierki Richarda Wellesleya i żony 7. księcia Leeds, w którego kolekcji znajdował się do 1878 roku. Został sprzedany w domu aukcyjnym Sotheby’s w czerwcu 1961. Amerykański kolekcjoner Charles Bierer Wrightsman kupił go za cenę 140 tys. funtów. Wrightsman zgodził się odsprzedać obraz National Gallery w Londynie za tę samą cenę, aby portret zasłużonego Anglika nie opuścił Wielkiej Brytanii. Muzeum odkupiło dzieło z pomocą funduszy Fundacji Wolfson (100 tys. funtów) i rządowego grantu (40 tys. funtów) w tym samym roku.